# Aek Raru
Aek Raru is een bestuurslaag in het regentschap Padang Lawas Utara van de provincie Noord-Sumatra, Indonesië. Aek Raru telt 12.603 inwoners (volkstelling 2010).